# India Lee
Pour les articles homonymes, voir Lee.
India Lee, née le 31 mai 1988 à Basingstoke, est une duathlète et triathlète britannique
championne d'Europe de triathlon  en 2016.

## Palmarès
Le tableau présente les résultats les plus significatifs (podium) obtenus sur le circuit national et international de duathlon et de triathlon depuis 2014,.
| Année | Compétition                                        | Pays        | Position           | Temps           |
| ----- | -------------------------------------------------- | ----------- | ------------------ | --------------- |
| 2019  | Ironman 70.3 Weymouth                              | Royaume-Uni | Médaille d'or      | 4 h 15 min 55 s |
| 2019  | WTS Edmonton - série relais mixte                  | Royaume-Uni | Médaille d'argent  | 1 h 20 min 23 s |
| 2019  | Ironman 70.3 Pays d'Aix                            | France      | Médaille de bronze | 4 h 25 min 30 s |
| 2018  | Ironman 70.3 Weymouth                              | Royaume-Uni | Médaille d'or      | 4 h 15 min 55 s |
| 2016  | Championnats d'Europe de triathlon                 | Portugal    | Médaille d'or      | 2 h 4 min 3 s   |
| 2016  | Championnats d'Europe de triathlon en relais mixte | Portugal    | Médaille d'or      | 1 h 7 min 3 s   |
| 2016  | Coupe du monde - l'étape sprint de Cagliari        | Italie      | Médaille d'argent  | 1 h 3 min 52 s  |
| 2016  | Coupe Panaméricaine - l'étape sprint de Clermont   | États-Unis  | Médaille de bronze | 1 h 0 min 6 s   |
| 2015  | Coupe d'Europe - l'étape d'Antalya                 | Turquie     | Médaille de bronze | 2 h 1 min 25 s  |
| 2015  | Championnats d'Europe de duathlon                  | Espagne     | Médaille de bronze | 2 h 7 min 28 s  |
| 2015  | Championnats britanniques de duathlon sprint       | Royaume-Uni | Médaille d'argent  | 0 h 37 min 11 s |
| 2014  | Londres Triathlon                                  | Royaume-Uni | Médaille de bronze | Timing          |